# كريس هنتر (كرة سلة)
كريس هنتر (بالإنجليزية: Chris Hunter)‏ مواليد 7 يوليو 1984 في غاري، هو لاعب كرة سلة أمريكي. بدأ مسيرته الاحترافية في سنة 2006. يبلغ طوله 6 قدم 11 بوصة (2.1 م). لعب كرة السلة الجامعية في جامعة ميشيغان. اعتزل اللعب في 2013.

## المسيرة الاحترافية
لعب مع نادي كشالين لكرة السلة في موسم 2006–2007، ثم لعب مع فورت واين ماد أنتس في موسم 2008–2009، ثم لعب مع غولدن ستايت ووريورز في موسم 2009–2010، ثم لعب مع فورت واين ماد أنتس من سنة 2010 إلى 2013.

## روابط خارجية
- كريس هنتر على موقع إن بي أي (الإنجليزية)
- كريس هنتر على موقع سبورتس رفرنس (الإنجليزية)
- كريس هنتر على موقع كرة السلة الأوروبية.كوم (الإنجليزية)
- كريس هنتر على موقع كلية كرة السلة في سبورتس رفرنس.كوم (الإنجليزية)
- كريس هنتر على موقع ريلجم (الإنجليزية)
- كريس هنتر على موقع بروبوليرز (الإنجليزية)
- كريس هنتر على موقع سبورتس رفرنس (الإنجليزية)